# Mike Parkes
Mike Parkes (n. 24 septembrie 1931, Greater London, Anglia, Regatul Unit – d. 28 august 1977, Riva presso Chieri, Piemont, Italia) a fost un pilot de Formula 1. De-a lungul carierei a luat startul în 6 curse dintre care 1 din pole-position. Nu a câștigat nicio cursă și a terminat de 2 ori pe podium, acumulând 14 puncte în întreaga activitate ca pilot de Formula 1.